# 莱塞尼亚·恩加拉塞
莱塞尼亚·恩加拉塞（英語：Laisenia Qarase，[ŋɡaˈrase]；1941年2月4日—2020年4月21日），斐济经济学家、政治家，曾任斐济总理。2006年12月5日，斐济武装部队总司令弗兰克·姆拜尼马拉马发动军事政变，罢免了恩加拉塞的总理职务并将其软禁于家中。